# CA-12
La Carretera Centroamericana 12 (CA-12), conocida también como la Cuarta Carretera Internacional, es una de las principales vías terrestres de América Central, que forma parte de la Red Vial Centroamericana. Esta ruta, considerada vital para la integración regional, atraviesa los países de Guatemala y El Salvador.

## Extensión
Con una longitud de 152 kilómetros, la CA-12 es reconocida por su variado paisaje, que incluye cadenas montañosas, llanuras agrícolas, áreas urbanas y regiones selváticas. A pesar de su importancia, su estado de conservación y modernización varía significativamente según el país.

## Carretera Centroamericana 12
La Carretera Centroamericana 12 (CA-12) es una vía internacional que forma parte de la Red Vial Centroamericana, y se extiende entre el sur de Guatemala y el occidente de El Salvador. Su función principal es facilitar el tránsito de personas, mercancías y vehículos comerciales entre ambos países, especialmente hacia el Puerto de Acajutla, uno de los más importantes del océano Pacífico salvadoreño.

## Guatemala
En Guatemala, la CA-12 comienza en el paso fronterizo de Ciudad Pedro de Alvarado, en el departamento de Jutiapa, y se dirige hacia el oeste atravesando zonas rurales como Taxisco, hasta alcanzar la ciudad de Chiquimulilla, en el departamento de Santa Rosa. Allí se conecta con otras rutas hacia Escuintla o hacia la Carretera Centroamericana 2. Este tramo permite el acceso de productos agrícolas, transporte de carga y comercio fronterizo.

## El Salvador
En El Salvador, la CA-12 inicia en el paso fronterizo de La Hachadura y se dirige hacia el sureste. Pasa por Cara Sucia y la ciudad de Sonsonate, antes de concluir en Acajutla, en la costa pacífica. Este tramo es fundamental para el comercio internacional, ya que conecta el tráfico terrestre proveniente de Guatemala con el Puerto de Acajutla, punto clave de exportaciones agrícolas, industriales y de contenedores.

## Importancia regional
La CA-12 desempeña un rol estratégico como eje de integración logística entre Guatemala y El Salvador. Su conexión directa con el Puerto de Acajutla fortalece la cadena de exportación centroamericana, y su uso por el transporte de carga binacional contribuye al dinamismo económico de la región. También es utilizada por turistas que cruzan entre ambos países por vía terrestre.